# Епархия Сан-Бернардино

Герб епархии Сан-Бернардино

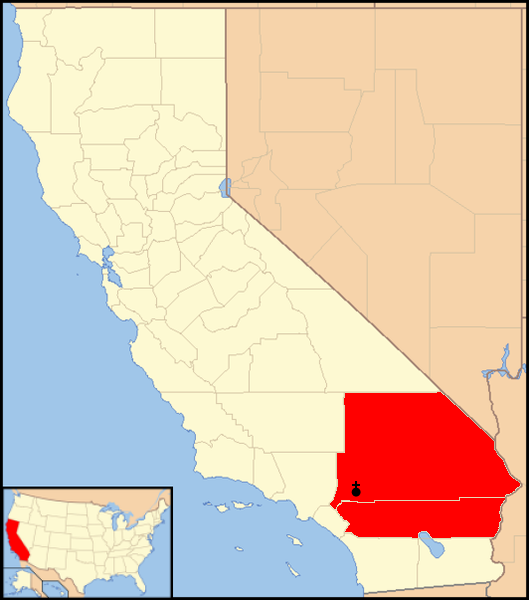
Расположение епархии Сан-Бернардино

Епархия Сан-Бернардино (лат. Dioecesis Sancti Bernardi) — епархия Римско-Католической церкви с центром в городе Сан-Бернардино, США. Епархия Сан-Бернардино входит в митрополию Лос-Анджелеса. Кафедральным собором епархии Сан-Бернардино является Собор Пресвятой Девы Марии РозарияРозария.

## История
14 июля 1978 года Римский папа Павел VI издал буллу Apostolici officii, которой учредил епархию Сан-Бернардино, выделив её из епархии Сан-Диего.

## Ординарии епархии
- епископ Филипп Фрэнсис Стрэлинг[англ.] (14.07.1978 — 21.03.1995) — назначен епископом Рино
- епископ Джеральд Ричард Барнс[англ.] (28.12.1995 — 28.12.2020)
- епископ Альберто Рохас[англ.] (с 28.12.2020)

## Источник
- Annuario Pontificio, Libreria Editrice Vaticana, Città del Vaticano, 2003, ISBN 88-209-7422-3
- Bolla Apostolici officii, AAS 70 (1978), стр. 450  (лат.)